# هنری هولدکرافت
هنری هولدکرافت (به انگلیسی: Henry Holdcroft) بازیکن فوتبال زادهٔ ۲۳ ژانویه ۱۹۰۹ اهل کشور انگلستان که سابقهٔ بازی در تیم ملی فوتبال انگلستان را در کارنامهٔ خود دارد. وی در تاریخ ۱۷ اکتبر ۱۹۳۶ نخستین بازی ملی خود را در مقابل تیم ملی فوتبال ولز انجام داد و با حضور در ۲ بازی ملی، در تاریخ ۱۸ نوامبر ۱۹۳۶ واپسین بازی ملی‌اش را در برابر تیم ملی فوتبال ایرلند شمالی برگزار کرد.